# Arganda del Rey (Gerichtsbezirk)
Der Gerichtsbezirk Arganda del Rey ist einer der 21 Gerichtsbezirke in der autonomen Gemeinschaft Madrid.
Der Bezirk umfasst 22 Gemeinden auf einer Fläche von 1.046,86 km² mit dem Hauptquartier in Arganda del Rey.

## Gemeinden
| Gemeinde                       | Einwohner (2024) | Fläche km² | Dichte Einw./km² | Cod INE | Postleitzahl |
| ------------------------------ | ---------------- | ---------- | ---------------- | ------- | ------------ |
| Ambite                         | 697              | 26,00      | 27               | 28011   | 28580        |
| Arganda del Rey                | 59.513           | 79,65      | 747              | 28014   | 28500        |
| Brea de Tajo                   | 579              | 44,33      | 13               | 28025   | 28596        |
| Campo Real                     | 6.802            | 61,75      | 110              | 28033   | 28510        |
| Carabaña                       | 2.352            | 47,58      | 49               | 28035   | 28560        |
| Estremera                      | 1.467            | 79,10      | 19               | 28055   | 28595        |
| Fuentidueña de Tajo            | 2.328            | 60,59      | 38               | 28060   | 28597        |
| Loeches                        | 9.200            | 44,06      | 209              | 28075   | 28890        |
| Morata de Tajuña               | 8.319            | 45,20      | 184              | 28091   | 28530        |
| Nuevo Baztán                   | 7.339            | 20,20      | 363              | 28100   | 28514        |
| Olmeda de las Fuentes          | 408              | 16,57      | 25               | 28101   | 28515        |
| Orusco de Tajuña               | 1.511            | 21,51      | 70               | 28102   | 28570        |
| Perales de Tajuña              | 3.207            | 48,92      | 66               | 28110   | 28540        |
| Pozuelo del Rey                | 1.292            | 31,00      | 42               | 28116   | 28813        |
| Rivas-Vaciamadrid              | 101.949          | 67,38      | 1.513            | 28123   | 28521–28524  |
| Tielmes                        | 2.810            | 26,88      | 105              | 28146   | 28550        |
| Torres de la Alameda           | 7.758            | 43,79      | 177              | 28154   | 28813        |
| Valdaracete                    | 645              | 64,31      | 10               | 28155   | 28594        |
| Valdilecha                     | 3.213            | 42,48      | 76               | 28165   | 28511        |
| Villamanrique de Tajo          | 825              | 29,32      | 28               | 28173   | 28598        |
| Villar del Olmo                | 2.277            | 27,62      | 82               | 28179   | 28512–28514  |
| Villarejo de Salvanés          | 7.900            | 118,62     | 67               | 28180   | 28590        |
| Gerichtsbezirk Arganda del Rey | 232.391          | 1.046,86   | 222              | –       | –            |